# Pollo con mantequilla

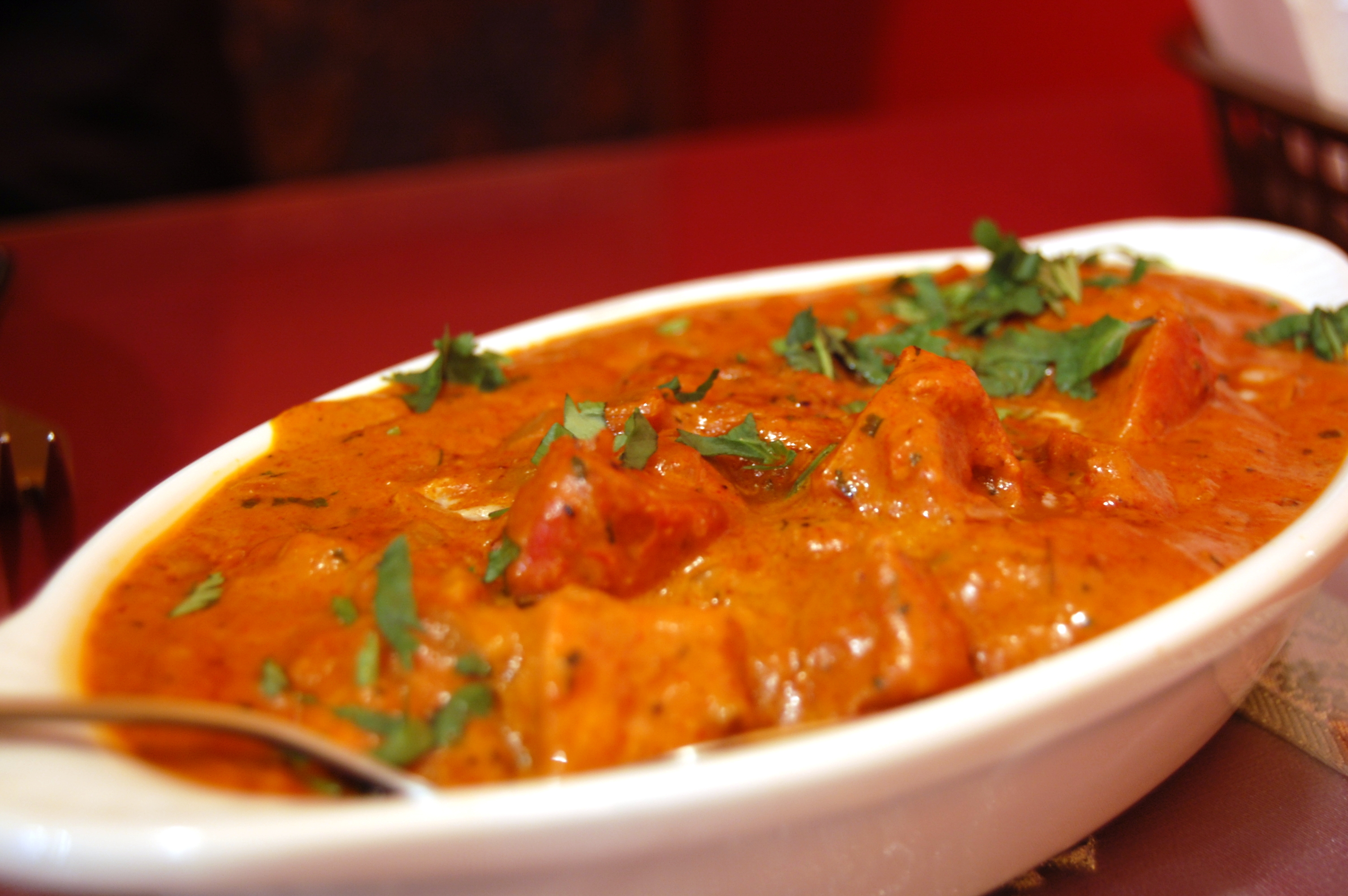
Pollo con mantequilla.

El pollo con mantequilla (o murgh makhani) es un plato indio del Panyab, popular en países de todo el mundo. Los orígenes del pollo con mantequilla pueden seguirse hasta el Bombay de la época del imperio mogol. Aunque la receta general del plato es muy conocida, el sabor final puede variar de un restaurante a otro, incluso dentro de la India. El pollo con mantequilla suele servirse con naan, roti, parathas o arroz hervido. A veces se confunde con el pollo tikka masala.

## Preparación
El pollo (con o sin huesos) aliñado se marina toda la noche en una mezcla de yogur y especias que suele incluir garam masala, jengibre, pasta de ajo, limón o lima, pimienta negra, cilantro, comino, cúrcuma y guindilla en polvo. El pollo se hace entonces a la parrilla, asado o frito, según convenga o de acuerdo a la preferencia del cocinero.
Makhani, la salsa, se hace calentando y mezclando mantequilla, puré de tomate y especias variadas, incluyendo a menudo comino, clavo, canela, cilantro, pimienta negra, fenogreco y nata fresca. También puede añadirse pasta de anacardo para obtener un gravy más espeso.
Cuando la salsa está preparada, el pollo cocinado se corta en trozos y se cuece hasta que está bien mezclado. Se guarnece con manteca blanca, nata fresca, guindilla verde cortada y hojas de fenogreco machacadas.